# ジョージ・ロット
ジョージ・ロット（George Lott, 1906年10月16日 - 1991年12月2日）は、アメリカ・イリノイ州スプリングフィールド出身の男子テニス選手。1920年代後半から1930年代前半にかけて、アメリカを代表するダブルスの名手として活躍し、4大大会で男子ダブルス8勝、混合ダブルス4勝を挙げた選手である。シングルスでは1931年の全米選手権で準優勝した。彼は優れたダブルス選手として、いろいろな選手たちと組んでタイトルを獲得し、「ロットと組めば、どんなパートナーでも上手に見える」と言われるほどであった。右利きの選手で、体格は身長183cm、体重73kgほどであった。フルネームは George Martin Lott Jr. （ジョージ・マーティン・ロット・ジュニア）という。

## 来歴
ロットはシカゴ大学在学中、野球選手としても活動した。全米選手権には1924年から出場し始め、初出場でジェラルド・パターソン（オーストラリア）との準々決勝に勝ち進む。1928年から、彼は男子テニス国別対抗戦・デビスカップのアメリカ代表選手に選ばれた。デ杯代表入りした1928年から1930年まで、彼は全米選手権の男子ダブルスで3連覇を達成する。初優勝した1928年のパートナーはジョン・ヘネシーであったが、1929年と1930年はジョン・ドエグと組んで2連覇を果たした。1929年はベティ・ナットールと組んだ混合ダブルスでも初優勝し、男子ダブルス・混合ダブルスの2部門制覇がある。
1931年、ロットはテニス経歴で最も好調なシーズンを送った。キャリア唯一の出場となった全仏選手権で、彼はジョン・バン・リンと組んだ男子ダブルスで優勝し、シングルスは準々決勝でイギリスのジョージ・ヒューズに敗れた。それから、彼はウィンブルドン選手権で男子ダブルス・混合ダブルスの2部門制覇を成し遂げ、男子ダブルスはバン・リン、混合ダブルスはアンナ・ハーパーと組んで優勝した。そして、彼は同年の全米選手権で初めての男子シングルス決勝に進出する。準々決勝でバン・リン、準決勝で（前年までダブルスを組んでいた）大会前年優勝者のジョン・ドエグを破って勝ち進んだロットは、初進出の決勝でエルスワース・バインズに 9-7, 3-6, 7-9, 5-7 で敗れ、初栄冠のチャンスを逃した。この大会ではナットールとの混合ダブルスで2年ぶり2度目の優勝がある。
ロットは競技経歴の最後の2年間、1933年と1934年に全米選手権の男子ダブルスで再び2連覇を果たしたが、最後の2度はレスター・ストーフェンと組んだ。これで彼の全米男子ダブルス優勝は「5勝」になったが、1928年はジョン・ヘネシー、1929年・1930年はジョン・ドエグ、1933年・1934年はストーフェンと組み、総計3人のパートナーと組んだことになる。しかし、1933年全米選手権の男子シングルス3回戦で日本の布井良助に敗れるなど、シングルスの成績は下降線をたどり始める。1934年のウィンブルドン選手権で、ロットはストーフェンと組み、ジョン・バン・リンと組んだ1931年以来3年ぶり2度目のウィンブルドン・ダブルス優勝を果たした。ウィンブルドンの男子シングルスでは、1929年・1930年・1934年と3度のベスト8がある。1934年全米選手権で、彼はストーフェンとの男子ダブルスと、ヘレン・ジェイコブスと組んだ混合ダブルスの2部門を制したが、シングルスは3回戦敗退に終わる。この大会を最後に、ジョージ・ロットはアマチュアテニス界から退いて「プロテニス選手」に転向した。
ロットは1928年から1934年まで、7年間デビスカップのアメリカ代表選手を務め、通算18勝4敗（シングルス7勝4敗、ダブルス11戦全勝）の記録を残した。デビスカップでも、彼はジョン・バン・リンやレスター・ストーフェンと組み、団体戦では1度も負けなかった。なお、1928年のデビスカップでダブルス戦にデビューした時、彼は対日本戦でビル・チルデンと組み、日本の安部民雄＆鳥羽貞三組を破ったが、ここから彼の歴史が始まった。しかし、彼の時代はフランス「四銃士」の全盛期と重なっていたため、当時のアメリカ・チームはフランスの厚い壁を破ることができなかった。1931年以後のデビスカップでは、彼は得意のダブルス戦に専念した。
1964年に国際テニス殿堂入り。彼は最晩年までイリノイ州シカゴにあるデポール大学のテニスコーチを務めたが、1991年12月2日にシカゴにて85歳で死去した。

## 4大大会ダブルス優勝
- 全仏選手権　男子ダブルス：1勝（1931年）
- ウィンブルドン選手権　男子ダブルス：2勝（1931年・1934年）／混合ダブルス：1勝（1931年）
- 全米選手権　男子ダブルス：5勝（1928年-1930年・1933年・1934年）／混合ダブルス：3勝（1929年・1931年・1934年）　［男子シングルス準優勝1度：1931年］